# Diamond League 2013
De IAAF Diamond League 2013 was de vierde editie van de Diamond League, een jaarlijkse serie van veertien eendaagse atletiekwedstrijden. De serie begon op 10 mei in Doha en eindigde op 6 september in Brussel.

## Wedstrijdschema
| M | Mannen | V | Vrouwen |  | Finales |

| #  | Datum              | Plaats     | Meeting                | 100 | 200 | 400 | 800 | 1500 | 5000 | Stee | 110h | 400h | Hoog | Pols | Ver | Hink | Kogel | Disc | Speer |
| -- | ------------------ | ---------- | ---------------------- | --- | --- | --- | --- | ---- | ---- | ---- | ---- | ---- | ---- | ---- | --- | ---- | ----- | ---- | ----- |
| 1  | 10 mei 2013        | Doha       | Qatar Athletic         | M   | V   | V   | M   | V    | M    | V    | V    | M    | M    | M    | V   | M    | M     | V    | M     |
| 2  | 18 mei 2013        | Shanghai   | Golden Grand Prix      | V   | M   | M   | V   | M    | V    | M    | M    | V    | M    | V    | M   | V    | V     | M    | M     |
| 3  | 25 mei 2013        | New York   | Adidas Grand Prix      | M   | V   | V   | M   | V    | M    | V    | M    | V    | V    | V    | V   | M    | M     | V    | V     |
| 4  | 1 juni 2013        | Eugene     | Prefontaine Classic    | V   | M   | M   | V   | M    | V    | M    | M    | V    | M    | M    | M   | V    | V     | M    | V     |
| 5  | 6 juni 2013        | Rome       | Golden Gala            | M   | V   | V   | M   | V    | M    | V    | V    | M    | V    | M    | V   | M    | M     | V    | V     |
| 6  | 13 juni 2013       | Oslo       | Bislett Games          | V   | M   | M   | V   | M    | V    | M    | V    | V    | V    | V    | V   | V    | V     | M    | M     |
| 7  | 30 juni 2013       | Birmingham | Sainsbury's Grand Prix | M   | V   | V   | M   | V    | M    | V    | V    | M    | M    | V    | M   | M    | M     | V    | M     |
| 8  | 4 juli 2013        | Lausanne   | Athletissima           | M   | V   | V   | M   | V    | M    | V    | V    | M    | M    | M    | V   | M    | M     | V    | M     |
| 9  | 6 juli 2013        | Parijs     | Meeting Areva          | V   | M   | M   | V   | M    | V    | M    | M    | V    | V    | M    | M   | V    | V     | M    | V     |
| 10 | 19 juli 2013       | Monaco     | Meeting Herculis       | M   | V   | V   | M   | V    | M    | V    | V    | M    | V    | M    | V   | M    |       | V    | M     |
| 11 | 26 en 27 juli 2013 | Londen     | London Grand Prix      | V   | M   | M   | V   | M    | V    | M    | M    | V    | M    | V    | M   | V    | V     | M    | V     |
| 12 | 22 augustus 2013   | Stockholm  | DN Galan               | V   | M   | M   | V   | M    | V    | M    | M    | V    | V    | V    | M   | V    | V     | M    | V     |
| 13 | 29 augustus 2013   | Zurich     | Weltklasse             | M   | V   | V   | V   | M    | V    | M    | M    | V    | M    | V    | MV  |      | MV    | M    | V     |
| 14 | 6 september 2013   | Brussel    | Memorial Van Damme     | V   | M   | M   | M   | V    | M    | V    | V    | M    | V    | M    |     | MV   | M     | V    | M     |

## Diamond Races
| Diamond Race loopnummers |       |       |       |       |        |        |              |              |                |
| Mannen                   | 100 m | 200 m | 400 m | 800 m | 1500 m | 5000 m | 110 m horden | 400 m horden | 3000 m steeple |
| Vrouwen                  | 100 m | 200 m | 400 m | 800 m | 1500 m | 5000 m | 100 m horden | 400 m horden | 3000 m steeple |

| Diamond Race technische nummers |                      |              |             |                    |             |              |             |
| Mannen                          | Polsstokhoogspringen | Hoogspringen | Verspringen | Hink-stap-springen | Kogelstoten | Discuswerpen | Speerwerpen |
| Vrouwen                         | Polsstokhoogspringen | Hoogspringen | Verspringen | Hink-stap-springen | Kogelstoten | Discuswerpen | Speerwerpen |

### Mannen

#### Loopnummers
| #           | Wedstrijd   | 100 m              | 200 m                 | 400 m                 | 800 m                 | 1500 m                  | 5000 m                   | 110 m h                | 400 m h               | 3000 m st                 |
| 1           | Doha        | Justin Gatlin 9,97 | –                     | –                     | David Rudisha 1.43,87 | –                       | Hagos Gebrhiwet 7.30,36  | –                      | Michael Tinsley 48,92 | –                         |
| 2           | Shanghai    | –                  | Warren Weir 20,18     | Kirani James 44,02    | –                     | Asbel Kiprop 3.32,39    | –                        | Jason Richardson 13,28 | –                     | Conseslus Kipruto 8.01,16 |
| 3           | New York    | Tyson Gay 10,02    | –                     | –                     | David Rudisha 1.45,14 | –                       | Hagos Gebrhiwet 13.10,03 | Ryan Brathwaite 13,19  | Michael Tinsley 48,43 | –                         |
| 4           | Eugene      | –                  | Nickel Ashmeade 20,14 | LaShawn Merritt 44,32 | –                     | Silas Kiplagat 3.49,48  | –                        | Hansle Parchment 13,05 | –                     | Conseslus Kipruto 8.03,59 |
| 5           | Rome        | Justin Gatlin 9,94 | –                     | –                     | M. Aman 1.43,61       | –                       | Yenew Alamirew 12.54,95  | –                      | Johnny Dutch 48,31    | –                         |
| 6           | Oslo        | –                  | Usain Bolt 19,79      | Yousef Masrahi 45,33  | –                     | A. Souleiman 3.50,53    | –                        | –                      | –                     | Conseslus Kipruto 8.04,48 |
| 7           | Birmingham  | Nesta Carter 9,99  | –                     | –                     | M. Aman 1.45,18       | –                       | Mo Farah 13.14,24        | –                      | Javier Culson 48,59   | –                         |
| 8           | Lausanne    | Tyson Gay 9,79     | –                     | –                     | M. Aman 1.43,33       | –                       | Yenew Alamirew 13.06,69  | –                      | Javier Culson 48,14   | –                         |
| 9           | Parijs      | –                  | Usain Bolt 19,73      | Kirani James 43,96    | –                     | A. Souleiman 3.32,55    | –                        | Aries Merritt 13,09    | –                     | Ezekiel Kemboi 7.59,03    |
| 10          | Monaco      | Justin Gatlin 9,94 | –                     | –                     | D. Solomon 1.43,72    | –                       | Edwin Soi 12.51,34       | –                      | Jehue Gordon 48,00    | –                         |
| 11          | Londen      | –                  | Warren Weir 19,89     | Kirani James 44,65    | –                     | Augustine Choge 3.50,01 | –                        | David Oliver 13,20     | –                     | Brimin Kipruto 8.06,86    |
| 12          | Stockholm   | –                  | Sergij Smelyk 20,54   | LaShawn Merritt 44,69 | –                     | A. Souleiman 3.33,59    | –                        | David Oliver 13,21     | –                     | Hillary Yego 8.09,81      |
| 13          | Zürich      | Usain Bolt 9,90    | –                     | LaShawn Merritt 44,13 | –                     | Silas Kiplagat 3.30,97  | –                        | David Oliver 13,12     | –                     | Hillary Yego 8.08,03      |
| 14          | Brussel     | –                  | Warren Weir 19,87     | –                     | M. Aman 1.42,37       | –                       | Yenew Alamirew 12.58,75  | –                      | Jehue Gordon 48,32    | –                         |
|             |             |                    |                       |                       |                       |                         |                          |                        |                       |                           |
| Eindwinnaar | Eindwinnaar | Justin Gatlin      | Warren Weir           | LaShawn Merritt       | M. Aman               | A. Souleiman            | Yenew Alamirew           | David Oliver           | Javier Culson         | Conseslus Kipruto         |

#### Technische nummers
| #           | Wedstrijd   | Verspringen             | Hink-stap-springen           | Hoogspringen              | Polsstokhoogspringen          | Kogelstoten          | Discus                    | Speer                       |
| 1           | Doha        | –                       | Christian Taylor 17,25 m     | Bogdan Bondarenko 2,33 m  | Konstadínos Filippídis 5,82 m | Ryan Whiting 22,28 m | –                         | Vítězslav Veselý 85,09 m    |
| 2           | Shanghai    | Li Jinzhe 8,34 m        | –                            | Mutaz Essa Barshim 2,33 m | –                             | –                    | Piotr Małachowski 67,34 m | Tero Pitkämäki 87,60 m      |
| 3           | New York    | –                       | Benjamin Compaoré 16,45 m    | –                         | –                             | Ryan Whiting 21,27 m | –                         | –                           |
| 4           | Eugene      | Aleksandr Menkov 8,39 m | –                            | Mutaz Essa Barshim 2,40 m | Renaud Lavillenie 5,95 m      | –                    | Robert Harting 69,75 m    | –                           |
| 5           | Rome        | –                       | Christian Taylor 17,08 m     | –                         | Raphael Holzdeppe 5,91 m      | David Storl 20,70 m  | –                         | –                           |
| 6           | Oslo        | –                       | –                            | –                         | –                             | –                    | Gerd Kanter 65,52 m       | Vítězslav Veselý 85,96 m    |
| 7           | Birmingham  | Aleksandr Menkov 8,27 m | Christian Taylor 17,66 m     | Bogdan Bondarenko 2,36 m  | –                             | Reese Hoffa 21,34 m  | –                         | Andreas Thorkildsen 83,94 m |
| 8           | Lausanne    | –                       | Pedro Pablo Pichardo 17,58 m | Bogdan Bondarenko 2,41 m  | Konstadínos Filippídis 5,72 m | Ryan Whiting 21,88 m | –                         | Kim Amb 82,65 m             |
| 9           | Parijs      | Damar Forbes 8,11 m     | –                            | –                         | Renaud Lavillenie 5,92 m      | –                    | Robert Harting 67,04 m    | –                           |
| 10          | Monaco      | –                       | Christian Taylor 17,30 m     | –                         | Renaud Lavillenie 5,96 m      | –                    | –                         | Vítězslav Veselý 87,68 m    |
| 11          | Londen      | Aleksandr Menkov 8,31 m | –                            | Bogdan Bondarenko 2,38 m  | –                             | –                    | Piotr Małachowski 67,35 m | –                           |
| 12          | Stockholm   | Aleksandr Menkov 8,18 m | –                            | –                         | –                             | –                    | Piotr Małachowski 65,86 m | –                           |
| 13          | Zürich      | Zarck Visser 8,32 m     | –                            | Bogdan Bondarenko 2,33 m  | –                             | Ryan Whiting 20,77 m | Gerd Kanter 67,02 m       | –                           |
| 14          | Brussel     | –                       | Teddy Tamgho 17,30 m         | –                         | Renaud Lavillenie 5,96 m      | Ryan Whiting 21,45 m | –                         | Tero Pitkämäki 87,32 m      |
|             |             |                         |                              |                           |                               |                      |                           |                             |
| Eindwinnaar | Eindwinnaar | Aleksandr Menkov        | Christian Taylor             | Bogdan Bondarenko         | Renaud Lavillenie             | Ryan Whiting         | Gerd Kanter               | Vítězslav Veselý            |

### Vrouwen

#### Loopnummers
| #            | Wedstrijd    | 100 m                   | 200 m                   | 400 m                    | 800 m                   | 1500 m                | 5000 m             | 110 m h              | 400 m h              | 3000 m st               |
| 1            | Doha         | –                       | S-A. Fraser-Pryce 22,48 | Amantle Montsho 49,88    | –                       | Abeba Aregawi 3.56,60 | –                  | Dawn Harper 12,60    | –                    | Lydia Chepkurui 9.13,75 |
| 2            | Shanghai     | S-A. Fraser-Pryce 10,93 | –                       | –                        | F. Niyonsaba 2.00,33    | –                     | G. Dibaba 14.45,92 | –                    | Zuzana Hejnová 53,79 | –                       |
| 3            | New York     | –                       | V. Campbell-Brown 22,53 | Amantle Montsho 49,91    | –                       | Abeba Aregawi 4.03,69 | –                  | –                    | –                    | Lydia Chepkurui 9.30,82 |
| 4            | Eugene       | S-A. Fraser-Pryce 10,71 | –                       | –                        | F. Niyonsaba 1.56,72    | –                     | T. Dibaba 14.42,01 | –                    | Zuzana Hejnová 53,70 | –                       |
| 5            | Rome         | –                       | Murielle Ahouré 22,36   | Amantle Montsho 49,87    | –                       | Abeba Aregawi 4.00,23 | –                  | Dawn Harper 12,65    | –                    | Milcah Chemos 9.16,14   |
| 6            | Oslo         | Ivet Lalova 11,04       | –                       | –                        | J. Poistogova 1.59,39   | –                     | M. Defar 14.26,90  | Tiffany Porter 12,76 | Zuzana Hejnová 53,60 | –                       |
| 7            | Birmingham   | –                       | Blessing Okagbare 22,55 | Christine Ohuruogu 50,63 | –                       | Abeba Aregawi 4.03,70 | –                  | Dawn Harper 12,64    | –                    | Milcah Chemos 9.17,43   |
| 8            | Lausanne     | –                       | Mariya Ryemyen 22,61    | Francena McCorory 50,36  | –                       | Abeba Aregawi 4.02,11 | –                  | Dawn Harper 12,53    | –                    | Hiwot Ayalew 9.17,66    |
| 9            | Parijs       | S-A. Fraser-Pryce 10,92 | –                       | –                        | F. Niyonsaba 1.57,26    | –                     | T. Dibaba 14.23,68 | –                    | Zuzana Hejnová 53,23 | –                       |
| 10           | Monaco       | –                       | Murielle Ahouré 22,24   | Amantle Montsho 49,33    | –                       | Jenny Simpson 4.00,48 | –                  | Q. Harrison 12,64    | –                    | Milcah Chemos 9.14,17   |
| 11           | Londen       | Blessing Okagbare 10,79 | –                       | –                        | Brenda Martinez 1.58,19 | –                     | S. Rowbury 8.41,46 | –                    | Zuzana Hejnová 53,07 | –                       |
| 12           | Stockholm    | Kerron Stewart 11,24    | –                       | –                        | Eunice Sum 1.58,84      | –                     | M. Defar 8.30,29   | –                    | Zuzana Hejnová 53,70 | –                       |
| 13           | Zürich       | –                       | S-A. Fraser-Pryce 22,40 | –                        | Eunice Sum 1.58,82      | –                     | M. Defar 14.32,83  | –                    | Zuzana Hejnová 53,32 | –                       |
| 14           | Brussel      | S-A. Fraser-Pryce 10,72 | –                       | Natasha Hastings 50,36   | –                       | Abeba Aregawi 4.05,41 | –                  | Dawn Harper 12,48    | –                    | Milcah Chemos 9.15,06   |
|              |              |                         |                         |                          |                         |                       |                    |                      |                      |                         |
| Eindwinnares | Eindwinnares | S-A. Fraser-Pryce       | S-A. Fraser-Pryce       | Amantle Montsho          | Eunice Sum              | Abeba Aregawi         | M. Defar           | Dawn Harper          | Zuzana Hejnová       | Milcah Chemos           |

#### Technische nummers
| #            | Wedstrijd    | Verspringen              | Hink-stap-springen        | Hoogspringen                               | Polsstokhoogspringen     | Kogelstoten                 | Discus                  | Speer                       |
| 1            | Doha         | Brittney Reese 7,25 m    | –                         | –                                          | –                        | –                           | Sandra Perković 68,23 m | –                           |
| 2            | Shanghai     | –                        | Caterine Ibargüen 14,69 m | –                                          | Jelena Isinbajeva 4,70 m | Christina Schwanitz 20,20 m | –                       | –                           |
| 3            | New York     | Janay DeLoach 6,79 m     | –                         | Blanka Vlašić 1,94 m                       | Jennifer Suhr 4,63 m     | –                           | Sandra Perković 68,48 m | Christina Obergföll 65,33 m |
| 4            | Eugene       | –                        | Caterine Ibargüen 14,93 m | –                                          | –                        | Valerie Adams 20,15 m       | –                       | Christina Obergföll 67,70 m |
| 5            | Rome         | Brittney Reese 6,99 m    | –                         | Svetlana Sjkolina Anna Tsjitsjerova 1,98 m | –                        | –                           | Sandra Perković 68,25 m | Christina Obergföll 66,45 m |
| 6            | Oslo         | Shara Proctor 6,89 m     | Caterine Ibargüen 14,83 m | Svetlana Sjkolina 1,97 m                   | Silke Spiegelburg 4,65 m | Christina Schwanitz 20,10 m | –                       | –                           |
| 7            | Birmingham   | –                        | –                         | –                                          | Yarisley Silva 4,73 m    | –                           | Sandra Perković 64,32   | –                           |
| 8            | Lausanne     | Blessing Okagbare 6,98 m | –                         | –                                          | –                        | –                           | Sandra Perković 68,96 m | –                           |
| 9            | Parijs       | –                        | Caterine Ibargüen 14,69 m | Anna Tsjitsjerova 2,01 m                   | –                        | Valerie Adams 20,62 m       | –                       | Christina Obergföll 64,74 m |
| 10           | Monaco       | Blessing Okagbare 7,04 m | –                         | Brigetta Barrett 2,01 m                    | –                        | –                           | Sandra Perković 65,30 m | –                           |
| 11           | Londen       | –                        | Jekaterina Koneva 14,52 m | –                                          | Yarisley Silva 4,83 m    | Valerie Adams 20,90 m       | –                       | Christina Obergföll 65,61 m |
| 12           | Stockholm    | –                        | Caterine Ibargüen 14,61 m | Svetlana Sjkolina 1,98 m                   | Silke Spiegelburg 4,69 m | Valerie Adams 20,30 m       | –                       | Maria Abakoemova 68,59 m    |
| 13           | Zürich       | Shara Proctor 6,88 m     | –                         | –                                          | Silke Spiegelburg 4,79 m | Valerie Adams 20,98 m       | –                       | Maria Abakoemova 68,94 m    |
| 14           | Brussel      | –                        | Caterine Ibargüen 14,49 m | Svetlana Sjkolina 2,00 m                   | –                        | –                           | Sandra Perković 67,04 m | –                           |
|              |              |                          |                           |                                            |                          |                             |                         |                             |
| Eindwinnares | Eindwinnares | Shara Proctor            | Caterine Ibargüen         | Svetlana Sjkolina                          | Silke Spiegelburg        | Valerie Adams               | Sandra Perković         | Christina Obergföll         |